# Sanda Rašković Ivić
Sanda Rašković Ivić (Zagreb, 8. siječnja 1956.) srbijanska je političarka, psihijatrica i psihoterapeut. Bivša je predsjednica Demokratske stranke Srbije, a trenutačno nazavisni narodni poslanik.

## Životopis

### Mladost i obrazovanje
Rođena je u Zagrebu kao jedino dijete u obitelji Jovana Raškovića i Tanje (rođene Stipišić). Osnovnu školu i gimnaziju završila je u Šibeniku, a na Medicinskom fakultetu Sveučilišta u Zagrebu diplomirala je 1980. godine. Specijalistički ispit iz psihijatrije položila 1986. godine, poslijediplomske studije iz psihoterapije godine 1989., a 1993. godine doktorirala je na Medicinskom fakultetu Sveučilišta u Beogradu.

### Psihijatrijski rad
Radila je kao liječnica u zagrebačkoj bolnici Rebro. Godine 1990. odlazi u Srbiju. Autor je mnogih stručnih radova iz područja psihijatrije i psihoterapije. Sudjelovala je na mnogim kongresima i simpozijima u Srbiji i inozemstvu. Član je Svjetskog udruženja psihoterapeuta, Srpskog ljekarskog društva i humanitarne organizacije "Žene pomažu ženama".

### Politički rad
Od veljače 2001. do veljače 2003. bila je republički predstavnik za izbjeglice Republike Srbije. Član je Demokratske stranke Srbije od 2003. godine. Bila je član Odbora za europske integracije i član Parlamentarnog sabora Centralno-Europske inicijative. Od 2005. godine predsjednica je Koordinacijskog središta za Kosovo i Metohiju, Komisije za primjenu Vojnotehničkog sporazuma i Koordinacijskog tijela za Jug Srbije. Bila je i veleposlanica Srbije u Italiji. Od 12. listopada 2014. godine je bila predsjednica DSS-a. 29. srpnja 2016. godine, nakon unutarstranačkih previranja, podnosi ostavku na mjesto predsjenika stranke, a članstvo u stranci joj se briše 21. listopada iste godine, te od tada djeluje kao samostalna poslanica u Skupštini Srbije. Jedna je od rijetkih srbijanskih političara koja je osudila Genocid u Srebrenici.

### Obitelj
Bila je udana za inženjera Pavla Bujasa s kojim ima dvoje djece. Rastala se 1990. godine i preselila u Beograd. Kasnije se udala za srpskog akademika Aleksandra Ivića s kojim ima jedno dijete. Govori engleski, francuski i talijanski.

## Vanjske poveznice
- Kći Jovana Raškovića: Hrvatska je imala pravo vratiti "SAO Krajinu", Slobodna Dalmacija, 22. studenoga 2013.